# 丹沢秀樹
丹沢秀樹（たんざわ ひでき、1955年 -）は、日本の医学者・歯学者・医師・歯科医師。千葉大学大学院医学研究院先端がん治療学研究講座口腔科学分野教授。日本口腔科学会理事長。

## 経歴
東京都立国立高等学校卒業後、1982年に千葉大学医学部卒業 、東京医科歯科大学歯学部3年次編入し、1986年卒業。1991年千葉大学大学院医学研究科修了し、以後同大学助手、講師、助教授を経て1997年同大学教授に就任。

## 著書
- 飯田順一郎、伊藤公一、岡野友宏、木村博人、小谷順一郎、斉藤力、佐々木啓一、白砂兼光、須田英明、丹沢秀樹、前田健康、山根源之、山本浩嗣 編『口腔科学』監修 戸塚靖則、高戸毅（初版）、朝倉書店、東京都新宿区、2013年11月25日。ISBN 978-4-254-35001-2。 NCID BB14241855。
- 丹沢秀樹 他 著、喜久田利弘 楠川仁悟 編『よくわかる歯科医学・口腔ケア』医学情報社、2011年3月。ISBN 978-4-903553-34-4。 NCID BB05241923。

## 所属団体
- 日本学術会議 会員
- 日本医学会
  - 日本癌学会[1]
  - 日本外科学会[1]
  - 日本口腔科学会理事長[4]
  - 日本ウイルス学会[5]
  - 日本形成外科学会[1]
  - 日本癌治療学会[1]
  - 日本臨床腫瘍学会[1][6]
- 日本歯科医学会
  - 日本口腔外科学会指導医[7]、専門医[7]
  - 日本顎関節学会 指導医[7]
  - 日本口腔感染症学会 代議員[8]
  - 日本有病者歯科医療学会 理事[9]
  - 日本顎顔面インプラント学会 指導医[7]
  - 日本口腔腫瘍学会 常任理事[10]
- 日本がん治療認定医機構 がん治療認定医[11]、がん治療認定医（歯科口腔外科）[11]
- 日本歯学系学会協議会 理事[12]
- 日本頭頸部癌学会 評議員[13]
- 日本骨代謝学会[5]
- 日本口腔顎顔面外傷学会 第7回大会長
- 日本口腔ケア学会 理事[14]
- 硬組織再生生物学会 将来検討委員会委員[15]
- 日本口腔看護研究会 世話人[16]
- 口腔病学会 評議員[17]
- 千葉医学会[5]

| 学職                             | 学職                                                       | 学職                              |
| -------------------------------- | ---------------------------------------------------------- | --------------------------------- |
| 先代 髙戸毅                      | 日本口腔科学会理事長 2014年5月 -                           | 次代 （現職）                     |
| 先代 佐藤研一 1979年 - 1997年    | 千葉大学医学部歯科口腔外科学教室教授 1997年 -              | 次代 （現職）                     |
| 先代 田川俊郎 第6回 2004年       | 日本口腔顎顔面外傷学会総会・学術大会 大会長 第7回 2005年   | 次代 杉原一正 第8回 2006年        |
| 先代 小宮正道 第194回 2012年12月 | 日本口腔外科学会関東支部学術集会 大会長 第195回 2013年 6月 | 次代 安藤智博 第196回 2013年 12月 |